# Hippotion phoenix
Hippotion phoenix är en fjärilsart som beskrevs av Lorenz Oken 1815. Hippotion phoenix ingår i släktet Hippotion och familjen svärmare. Inga underarter finns listade i Catalogue of Life.